# Ambohidratrimo (Distrikt)

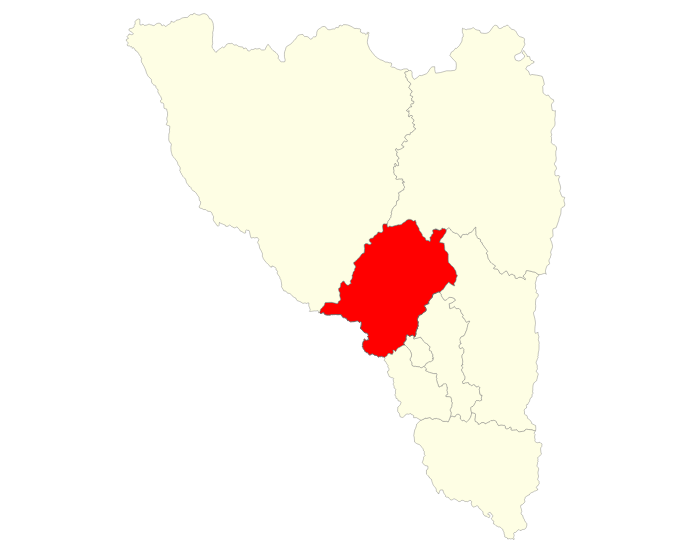
Ambohidratrimo (rot) in der Region Analamanga

Ambohidratrimo ist ein Distrikt in der Region Analamanga in Madagaskar. 2001 lebten dort auf einer Fläche von 1402 km² 235.514 Menschen. Der Hauptort des Distriktes ist Ambohidratrimo.

## Gliederung
Dem Distrikt gehören 25 Gemeinden an:
- Ambato
- Ambatolampy
- Ambohidratrimo
- Ambohimanjaka
- Ambohipihaonana
- Ambohitrimanjaka
- Ampangabe
- Ampanotokana
- Anjanadoria
- Anosiala
- Antanetibe
- Antehiroka
- Antsahafilo
- Avaratsena
- Fiadanana
- Iarinarivo
- Ivato Aeroport
- Ivato Firaisana
- Mahabo
- Mahereza
- Mahitsy
- Mananjara
- Manjakavaradrano
- Merimandroso
- Talatamaty